# Jyorgos Alexandrou
Jyorgos Alexandrou (orm. Ալէքսանդրու Ջորջոս, ur. 30 czerwca 1972 w San Jose) – ormiański bobsleista urodzony w Stanach Zjednoczonych. Uczestnik Zimowych Igrzysk Olimpijskich w Salt Lake City, gdzie wraz z Danem Janjigianem zdobył 33. miejsce na 37 załóg, które dotarły do mety.